# Winx Club: Tajemnica zaginionego królestwa (album)
Klub Winx – tajemnica zaginionego królestwa – studyjny album nagrany na potrzeby pierwszego filmu animowanego o czarodziejkach z Klubu Winx. Został wydany na płycie CD dnia 13 listopada 2007 roku we Włoszech przez wytwórnię Tridimensional. Album został wydany i przetłumaczony w takich krajach jak Turcja, USA, Niemcy oraz Holandia. W Polsce tylko jedna piosenka doczekała się wersji pełnej, reszta została przetłumaczona tylko do filmu.

## Włoski (Oryginalna wersja) –Winx Club: Il segreto del Regno Perduto
1. „Unica” (Elisa Rosselli)
2. „Segui Il Tuo Cuore” (Elisa Rosselli)
3. „Tu Puoi Credere In Te” (Elisa Rosselli)
4. „A Un Passo Da Me” (Elisa Rosselli)
5. „Potere Di Enchantix” (Elisa Rosselli)
6. „Segui Il Ritmo” (Elisa Rosselli)
7. „All The Magic” (Natalie Imbruglia)

## Angielski –Winx Club: Secret of the Lost Kingdom
1. „You're the one” (Elisa Rosselli)
2. „Fly” (Elisa Rosselli)
3. „Only a Girl” (Elisa Rosselli)
4. „You Made Me a Woman” (Elisa Rosselli)
5. „Enchantix, Shining so Bright” (Elisa Rosselli)
6. „Stand Up” (Elisa Rosselli)
7. „All The Magic” (Natalie Imbruglia)

## Polski –Klub Winx – tajemnica zaginionego królestwa
1. „Tylko ty” (Katarzyna Łaska)
2. „Enchantix, to nie sen” (Katarzyna Łaska)
3. „Jestem już kobietą” (Katarzyna Łaska)
4. „Zwykła dziewczyna” (Katarzyna Łaska)
5. „Leć” (Katarzyna Łaska)
6. „All The Magic” (Natalie Imbruglia)[5]